# Getal van het Beest

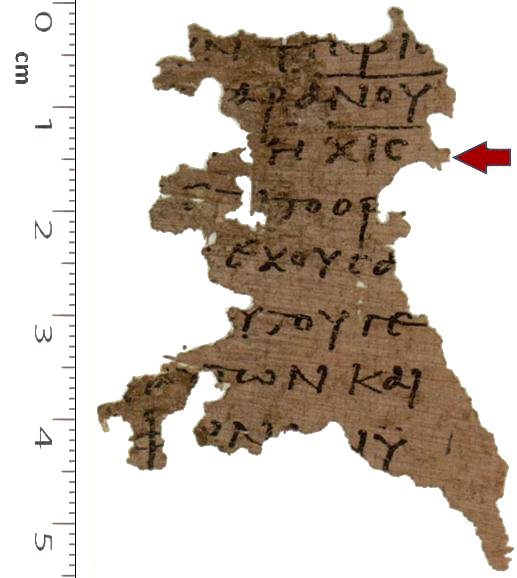
Papyrus 115 met daarin χιϛ, 616, als getal van het beest

Het getal van het beest is een in Openbaring 13:17-18 genoemd getal. In Openbaring wordt verteld dat Johannes in een visioen een beest zag, een beest uit de zee en een beest uit de aarde zag.
Hier komt het aan op wijsheid. Laat ieder die inzicht heeft het getal van het beest ontcijferen; er wordt een mens mee aangeduid. Het getal is zeshonderdzesenzestig.— Openbaring 13:18

## Tekstvarianten
Omdat in de belangrijkste Griekse handschriften ἑξακόσιοι ἑξήκοντα ἕξ, 666 op deze plek staat, hanteren hedendaagse vertalingen dat getal, maar in een aantal belangrijke oude bronnen wordt ook 616 en 665 genoemd. Om deze reden moest Ireneüs van Lyon in Adversus Haereses de variant 666 nog stevig verdedigen.
Indien de getallen niet werden uitgeschreven, maar door letters werden weergegeven, die als Griekse cijfers werden gebruikt, werd het getal 666 geschreven met de letters Chi Xi Stigma: χξϛ, en 616 maar met één letter, of cijfer, verschil: Chi Iota Stigma: χιϛ.  χιϛ, 616, staat op de Papyrus 115. Dat is een fragment van een handschrift van papyrus van het Griekse Nieuwe Testament.

## Gematrie
Pas met de introductie van de Arabisch-Indische cijfers ontstond een verschil tussen schrijfletters en cijfers. In zowel het Hebreeuws als Oudgrieks werd getalwaarde aan een letter van het alfabet toegekend. Het proces waarbij een naam met een getal werd aangeduid heet gematrie en leende zich uitstekend om als geheimtaal te fungeren, een taal die uitsluitend voor ingewijden te begrijpen was. De meeste commentatoren accepteren deze systematiek en de interpretatie dat het getal in de Hebreeuwse transcriptie keizer Nero aanduidt. De consonanten - ksr nron - geven samen 666 (zie figuur). Wanneer de slot-n van de naam Nero(n) niet meegeteld wordt, komt men op 616. Uit het taalgebruik in Openbaring kan worden opgemaakt dat de auteur thuis was in het Hebreeuws (Openbaring 9:11 en 16:16) en deze kan het cryptische karakter juist verhoogd willen hebben door de toepassing van deze taal.
Als bezwaar tegen deze verklaring wordt erop gewezen dat, om tot dit sommetje te komen, de Griekse vorm van een Latijnse naam in Hebreeuwse letters opgeschreven moet worden – wat een merkwaardige procedure is – en is de vraag of de iota uit het woord Kaisar dan niet opzettelijk weggelaten werd. Vroege christelijke schrijvers kwamen niet op deze oplossing.
Zahn hield vast aan de variant 616 en paste deze toe op Gaios Kaisar = keizer Caligula. Ook de Romeinse keizer Domitianus wordt genoemd. Het getal 666, in Romeinse cijfers DCLXVI, zou een afkorting zijn van Domitianus Caesar Legatos Xti Violenter Interfecit, of keizer Domitianus doodde gewelddadig de volgelingen van Christus. Ook Domitianus was een beruchte christenvervolger.

## Bijbel

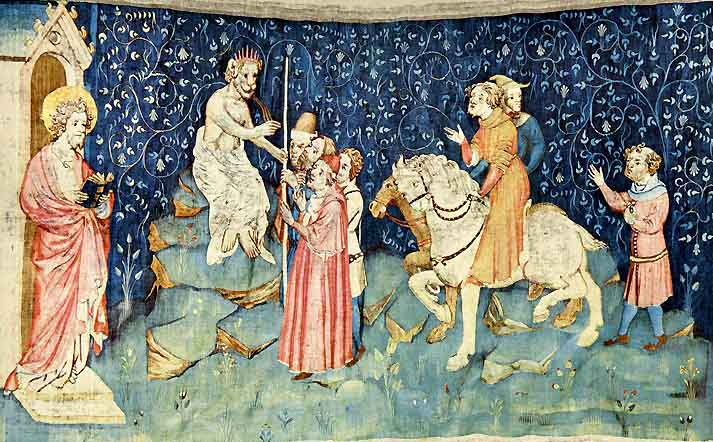
Tapijt uit Angers, voor 1382

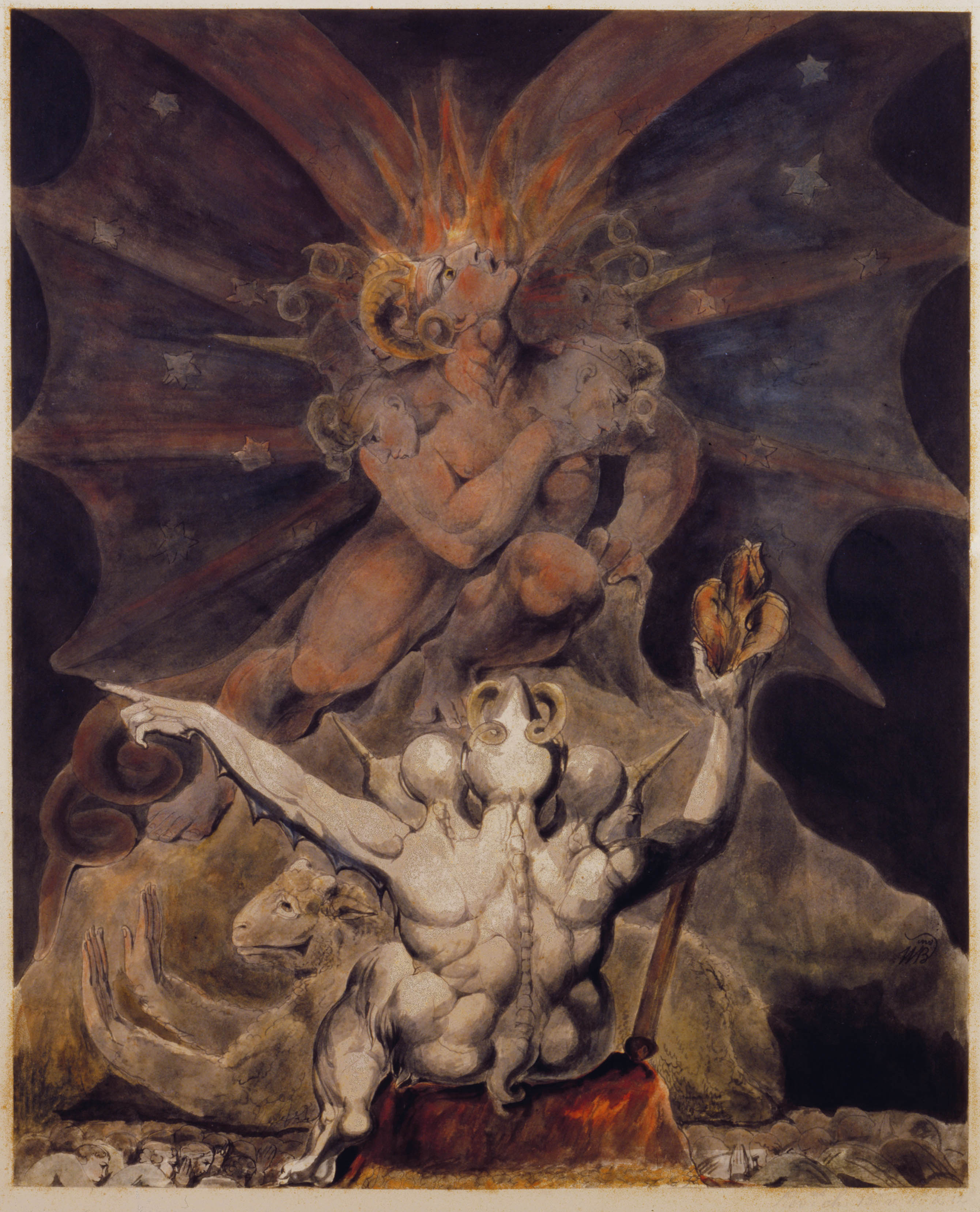
The number of the beast is 666, William Blake

Om de betekenis van het getal te verklaren, kijken sommigen naar wat het getal volgens de Bijbel zou kunnen betekenen. Het getal zes wordt in verband gebracht met Gods vijanden:
- Een Filistijn van de Refaïeten was van „ongewone afmetingen”, en zijn „vingers en tenen [waren] zes in getal” (1 Kronieken 20:6).
- Koning Nebukadnezar II richtte een gouden beeld van 6 el breed en 60 el hoog op ten einde zijn politieke functionarissen in één aanbidding te verenigen. Toen Gods dienstknechten weigerden het beeld van goud te aanbidden, liet de koning hen in een vuuroven werpen (Daniël 3:1-23).
- Het getal zes is minder dan het getal zeven, het symbool van volmaaktheid vanuit Gods standpunt bezien. Derhalve wordt met een verdrievoudiging van het getal zes op verregaande onvolmaaktheid geduid.

Het getal 666 komt nog enkele keren voor in de Bijbel en sommigen proberen de betekenis van het Getal van het Beest hiermee in verband te zien:
- Koning Salomo ontving jaarlijks 666 talenten goud (1 Koningen 10:14; 2 Kronieken 9:13).
- Het in Ezra 2:13 vermelde aantal afstammelingen van Adonikam is 666. Adonikams naam betekent een heer die oprijst of die opgekomen is en zou volgens sommigen goed passen bij de antichrist.[6]

## Kabbala
In de joodse religie wordt de kabbala gebruikt, een systeem waarbij letters corresponderen met cijfers en andersom. In de kabbala is het getal 6 het getal van imperfectie, omdat God de wereld schiep in 6 dagen en op de zevende dag rustte. Het getal 6 verwijst dus naar de schepping zonder de rust. Ook zijn er 6 kardinale richtingen. Ook de waw (ו), een van de Hebreeuwse letters uit de naam van God (יהוה), heeft als getalwaarde 6. 

## Andere theorieën

### Vicarius Filii Dei
Sinds de reformatie werd de getalwaarde 666 ook gezien in de woorden VICARIUS FILII DEI (Latijn voor "plaatsvervanger van Gods zoon", Jezus Christus), wat een paustitel zou zijn geweest.
| V | I | C   | A | R | I | V | S | F | I | L  | I | I | D   | E | I | Som |
| 5 | 1 | 100 |   |   | 1 | 5 |   |   | 1 | 50 | 1 | 1 | 500 |   | 1 | 666 |

Het vroegste schriftelijke bewijs van een protestantse schrijver die dit vermeldt, is te vinden in Antichristus Romanus van Andreas Helwig uit 1612.

### Streepjescode
Anderen, bijvoorbeeld Hal Lindsey, menen dat de streepjescode het merkteken van het Beest verbergt en vrezen dat de streepjescode ooit op mensen zal worden gezet, waardoor de regering al hun bewegingen kan traceren. Daarbij worden de drie guard codes in de streepjescode beschouwd als een 6. Bij het scannen van een streepcode worden de guard bars gebruikt om onderscheid te maken tussen fabrikant- en produktcode.

### 6 juni 2006
Op 6 juni 2006 (6-6-6) gingen sommige christenen in gebed om het kwaad af te wenden op die dag. Op die dag ging ook de speelfilm The Omen 666 in première over de geboorte van de Antichrist op 6 juni 2006. Anderen wierpen tegen dat de maand juni slechts wegens de kalenderhervorming van Julius Caesar de zesde maand werd en dat het jaar 2006 gebaseerd is op een latere en onnauwkeurige berekening van de geboorte van Jezus Christus. De datum kan dus geen kosmische gevolgen hebben.

### Som van een reeks
De som van de reeks 1+2+...+36 is 666, waarbij 36 ook het kwadraat van 6 is. Daarmee is het getal 666 een zogeheten driehoeksgetal.

### Cleopatra
De taalkundige Francesco Carotta stelt dat 666 teruggaat op Cleopatra.

## Overige
- Hexakosioihexekontahexafobie, angst voor 666
- The Number of the Beast, album van Iron Maiden